# LUCKY! 天使、都へ行く
『LUCKY! 天使、都へ行く』（らっきー てんし、みやこへいく）は、1989年10月26日から同年12月21日にかけてフジテレビ系列で放送されたテレビドラマ。
TM NETWORKのボーカリスト・宇都宮隆は、本作で連続ドラマ初出演を果たした。

## あらすじ
北海道の原野で育ち、動物と会話ができる自然児・真理。たった一人の肉親だと思っていた父の遺言で東京に姉が居ると知り、アライグマのラッキーとともに上京した真理は、初めて目にする大都会に驚きながらも、父の管財人を務めていた弁護士の息子である健作を頼り、直美の家に居候することに。しかし、北海道に一大リゾートランドを建設する候補地として真理が所有する土地を買収しようと、速水が動き始めていた。

## キャスト
- 山内真理 - 斉藤由貴
- 山内直美（真理の姉） - 小林聡美
- 谷川健作（弁護士） - 田代まさし
- 次郎（フリーター、直美の同棲相手） - 布川敏和
- 速水浩司（大企業社長） - 宇都宮隆
- 沢村（速水の秘書） - 生田智子
- 高橋ひとみ
- 大楠道代
- 尾羽智加子

ほか

## 放送日程
1. 10月26日放送「天使、都へ行く」
2. 11月2日放送「彼女は元気なエイリアン!!」
3. 11月9日放送「町でうわさのワーキングガール」
4. 11月16日放送「親子で愛しあってない!!」
5. 11月30日放送「危機連発!!狙われたラッキー」
6. 12月7日放送「おとぼけ姉妹大災難テレビはキライだ!」
7. 12月14日放送「さよならラッキー!あらい熊、涙の帰郷」
8. 12月21日放送「サヨナラ!あんたに会えて良かった!!」（最終回）

※11月23日はバレーボールワールドカップ中継の為休止

## スタッフ
- 企画：亀山千広
- 脚本：遊川和彦
- 演出：猪原達三、小泉守、ほか
- 音楽：渡辺博也
- プロデューサー：三宅川敬輔
- 制作協力：東通
- 制作：カノックス、フジテレビ

## 主題歌・挿入歌
主題歌
- 「LUCKY DRAGON」（歌：斉藤由貴／ポニーキャニオン）
  - 作詞：谷山浩子／作曲・編曲：崎谷健次郎

挿入歌
- 「別れの街」（歌：鈴木雅之／EPICソニー）
  - 作詞・作曲・編曲：小田和正
- 「あなたならどうする」（歌：柏原芳恵／EMIミュージック・ジャパン）
  - 作詞：なかにし礼／作曲：筒美京平／編曲：戸塚修